# Fissicrambus adonis
Fissicrambus adonis är en fjärilsart som beskrevs av Stanislas Bleszynski 1963. Fissicrambus adonis ingår i släktet Fissicrambus och familjen Crambidae. Inga underarter finns listade i Catalogue of Life.